# Visstick

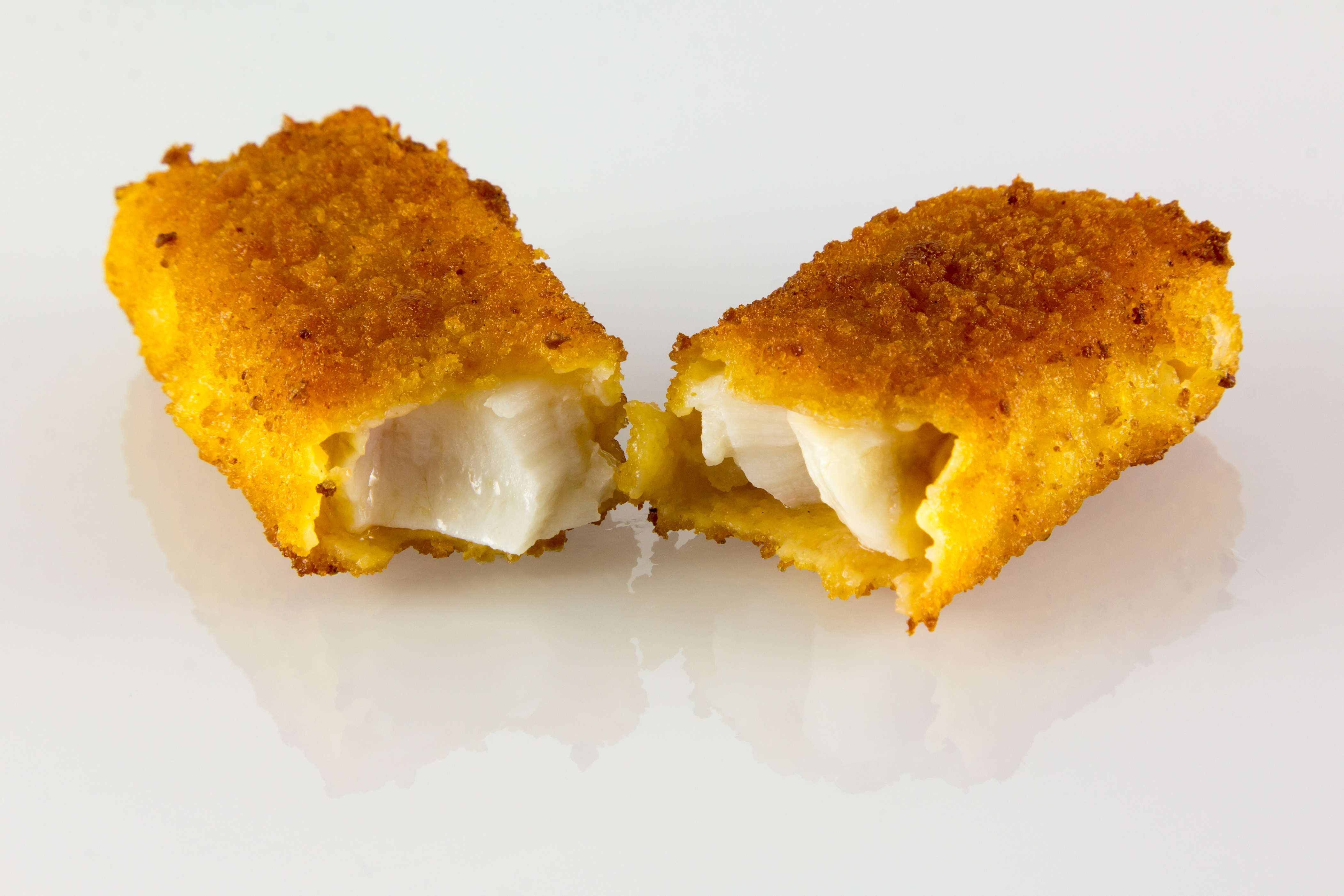
Visstick

Een visstick is een staafvormige snack die bestaat uit vis omhuld door een krokant laagje van paneermeel of een surrogaat. De soort vis die voor vissticks wordt gebruikt, is meestal filet van kabeljauw, koolvis of alaskakoolvis. Vissticks worden meestal als diepvriesproduct verkocht en ook bevroren bereid. 
Het Amerikaanse bedrijf Gorton-Pew Fisheries kwam in 1953 als eerste met een commercieel product op de markt. Deze gepaneerde Gorton's Fish Sticks waren voorgekookt zodat ze ovenklaar bij de klant kwamen. Het product was een antwoord op de schaalvergroting van de naoorlogse visserij, die overschakelde op vriestrawlers uitgerust met sonar, wat leidde tot onverkochte voorraden van weinig aantrekkelijke visblokken. Gesteund door overheidsmarketing, werd de visstick onmiddellijk een succes.
Een van de grootste merkfabrikanten van vissticks is Iglo. Dit bedrijf begon in 1955 met de productie van fish fingers in zijn fabriek te Great Yarmouth.
In andere talen worden vissticks onder andere "visstaafjes" (Fischstäbchen; Duits), "visstokjes" (Fiskepinner; Noors) en "visvingers" (fish fingers; Brits-Engels) genoemd.